# Иевлево (Бежецкий район)
Иевлево — деревня в Борковском сельском поселении Бежецкого района Тверской области России.

## География
Расположена западнее села Градницы вдоль автомобильной дороги 28К-0058.

## Население
| 2008 | 2010 |
| ---- | ---- |
| 19   | ↘18  |